# Flugplatz Lauenbrück

i7
i11
i13
Der Flugplatz Lauenbrück (ICAO-Code: EDHU) ist ein Sonderlandeplatz im Landkreis Rotenburg (Wümme). Er ist für Segelflugzeuge, Motorsegler, Ultraleichtflugzeuge und Motorflugzeuge mit einem Höchstabfluggewicht von bis zu zwei Tonnen zugelassen.